# Мина (патриарх Константинопольский)
Патриа́рх Ми́на (греч. Πατριάρχης Μηνάς; умер в 552) — патриарх Константинопольский (536—552). Почитается Православной церковью как святой в лике святителей, память совершается 25 августа (7 сентября).
Был пресвитером в Константинополе и надзирателем за странноприимным домом преподобного Сампсона Странноприимца в царствование императора Юстиниана I. После низложения еретика-монофизита Анфима в 536 году пресвитер Мина был возведён на Константинопольский патриарший престол. Его хиротонию совершил находившийся тогда в Константинополе папа римский Агапит I.
Сразу по восшествии святителя на престол состоялся в 536 году Собор, отлучивший Анфима и его последователей. Затем в 543 году император Юстиниан обнародовал свой эдикт против учения Оригена, для опровержения которого был собран ещё один Собор.
Патриарх Мина правил Константинопольской церковью 16 лет. К концу его правления стал разгораться спор вокруг учения трёх учителей Сирийской церкви Феодора Мопсуетского, Феодорита Кирского и Ивы Эдесского — так называемый спор о трёх главах. Святитель Мина подписал императорский указ, осуждавший это учение, за что папа римский Вигилий вначале отлучил его, но вскоре сам принял императорский указ и общение было восстановлено. В 551 году в продолжение того же спора вновь произошёл разрыв между Римской и Константинопольской кафедрами, тогда же вновь залеченный.
Период патриаршества Мины совпал с эпохой бурной деятельности императора Юстиниана. Константинополь был украшен рядом выдающихся храмов, включая знаменитый храм в честь Святой Софии, Премудрости Божией. Святитель Мина мирно скончался в 552 году.